# Trade Winds, White Noise
Trade Winds, White Noise es el tercer lanzamiento del músico canadiense Tim Hecker. Fue lanzado el 1 de julio de 2002 y distribuido con copias de la revista #107 de Parachute Magazine.

## Lista de canciones[4][5]
Todas las canciones fueron escritas por Tim Hecker.
Todas las canciones escritas y compuestas por Tim Hecker. 
| N.º | Título                   | Duración |  |
| 1.  | «Offshore»               | 7:54     |  |
| 2.  | «Without Borders»        | 1:32     |  |
| 3.  | «Indigo-Orange Midnight» | 4:23     |  |
| 4.  | «Knockoff No. 1»         | 10:02    |  |
| 5.  | «Knockoff No. 2»         | 3:54     |  |
| 6.  | «Days of Your Lives»     | 6:07     |  |
| 7.  | «Sufraise»               | 6:28     |  |